# Lukulu
Lukulu est une ville de la Province Occidentale en Zambie.